# 가나우라정
가나우라정(金浦町)은 오카야마현 오다군에 있던 정이다. 현재의 가사오카시의 일부에 해당한다.

## 역사
- 1889년 6월 1일 - 정촌제 시행에 의해 오다군 가나우라촌이 발족하였다.
- 1901년 2월 6일 - 정으로 승격해 가나우라정이 되었다.
- 1952년 4월 1일 - 가사오카정과 합병, 시로 승격해 가사오카시가 신설하여 폐지되었다.

## 참고문헌
- 角川日本地名大辞典 33 岡山県
- 『市町村名変遷辞典』東京堂出版、1990年。